# Every Best Single 〜COMPLETE〜
『Every Best Single 〜COMPLETE〜』（エヴリ・ベスト・シングル コンプリート）は、日本の音楽グループEvery Little Thingが2009年12月23日に発売したオールタイム・ベストアルバムである。また、アンコールプレス盤は2010年3月3日に発売。

## 解説
ベストアルバムとしては2003年の『Every Best Single 2』以来5年9か月振りであり、初のオールタイム・ベスト。それまでに発表してきたシングルA面曲（両A面、複数A面含む）全49曲を収録している。初回限定盤、通常盤、アンコールプレス盤にはさらにボーナストラック1曲を加えた全50曲を収録。CD4枚組。
初回限定盤、アンコールプレス盤には通常盤のCD4枚に加え、収録曲のビデオクリップとツアーオフショット映像が収録されたDVD2枚が付いている。9thシングル『FOREVER YOURS』のPV（ワンコーラスのみのバージョン）が初収録となったが、7thシングル『Face the change』のPV（サビのみ）は収録されていない。
また、数々の楽曲からファンのリクエストによって決まった上位30曲が収録された「リクエスト盤」も同時発売（こちらはCD2枚組）。
CCCDで発売された楽曲のうち、2007年に発売されたバラードベストアルバム『14 message 〜every ballad songs 2〜』に収録されなかった楽曲がCD-DA化され、ほぼ全てのシングル楽曲がCD-DA化を果たした。
ジャケットのデザインは明治製菓（現・明治）「チェルシー」のパッケージをモチーフとしている。「今回のアルバムに収録される曲達は、広く長く愛される曲であって欲しい」という本人の想いのイメージとして浮かんだのがチェルシーで、そのコンセプト、メンバー・スタッフの想いを明治製菓へ持ち込み相談したところ明治製菓サイドが快諾、コラボレーションが実現した。
mu-moショップのオリジナル特典はフリーペーパー風特典「ELT times」。
売り切れ店続出となった初回限定盤をたくさんのリクエストの声に応え、後にアンコールプレス盤『Every Best Single 〜COMPLETE〜 (Encore Edition)』が枚数限定生産で追加リリースされることになった。ただし、mu-moショップのオリジナル特典は付いていない。
6年後の2015年9月23日には『Every Best Single 2 〜MORE COMPLETE〜』が発売されたが、そちらには本作のボーナストラックを除く全収録曲がそのまま含まれている。

## 本作の仕様
本作は初回限定盤、通常盤、リクエスト盤、アンコールプレス盤の4形態でリリース。
初回限定盤とアンコールプレス盤は4CD+2DVDの6枚組で、DVDには収録曲の現存する38曲のPVとツアーオフショット映像が収録されている。
初回限定盤は特殊パッケージ（BOX）仕様。歴代のシングルジャケットを並べたメンバーのオリジナルメッセージ付きB2ポスター封入。
通常盤は初回プレス分のみジャケットサイズステッカー（ジャケットver.3種、ELTフォトver.1種の中からいずれか1枚）封入。
アンコールプレス盤は仕様が初回限定盤とは異なり、BOXから三方背スリーブ仕様に変更されているが、B2ポスターは封入されていない。
初回限定盤、通常盤、アンコールプレス盤ともにボーナストラック収録。
リクエスト盤はファン投票で決定された上位30曲を収録。ボーナストラックは収録されていない。

## 規格品番

### 初回限定盤
- Disc 1：AVCD-38000
- Disc 2：AVCD-38001
- Disc 3：AVCD-38002
- Disc 4：AVCD-38003

### 通常盤
- Disc 1：AVCD-38004
- Disc 2：AVCD-38005
- Disc 3：AVCD-38006
- Disc 4：AVCD-38007

### リクエスト盤
- Disc 1：AVCD-38008
- Disc 2：AVCD-38009

## 収録曲（初回限定盤、通常盤、アンコールプレス盤）

### CD

#### Disc 1
1. Feel My Heart
1stシングル
2. Future World
2ndシングル
3. Dear My Friend
3rdシングル
4. For the moment
4thシングル
5. 出逢った頃のように
5thシングル
6. Shapes Of Love
6thシングルの1曲目
7. Never Stop!
6thシングルの2曲目
8. Face the change
7thシングル
9. Time goes by
8thシングル
10. FOREVER YOURS
9thシングル
11. NECESSARY
10thシングル
12. Over and Over
11thシングル
13. Someday, Someplace
12thシングル

#### Disc 2
1. Pray
13thシングルの1曲目
2. Get Into A Groove
13thシングルの2曲目
3. sure
14thシングル
4. Rescue me
15thシングルの1曲目
5. Smile Again
15thシングルの2曲目
6. 愛のカケラ
16thシングル
7. fragile
17thシングルの1曲目
8. JIRENMA
17thシングルの2曲目
9. Graceful World
18thシングル
10. jump
19thシングル
11. キヲク
20thシングル
12. ささやかな祈り
21stシングル

#### Disc 3
1. UNSPEAKABLE
22ndシングル『UNTITLED 4 ballads』収録曲。
2. 愛の謳
22ndシングル『UNTITLED 4 ballads』収録曲。
3. ルーム
22ndシングル『UNTITLED 4 ballads』収録曲。
4. nostalgia
22ndシングル『UNTITLED 4 ballads』収録曲。
5. Grip!
23rdシングル
6. ファンダメンタル・ラブ
24thシングル
7. また あした
25thシングル
8. 一日の始まりに...
25thシングル『また あした』収録曲。
9. しあわせの風景
25thシングル『また あした』収録曲。
10. ソラアイ
26thシングル
11. 恋文
27thシングルの1曲目
12. good night
27thシングルの2曲目

#### Disc 4
1. きみの て
28thシングル
2. azure moon
29thシングル
3. ハイファイ メッセージ
30thシングル
4. スイミー
31stシングル
5. キラメキアワー
32ndシングル
6. 恋をしている
33rdシングルの1曲目
7. 冬がはじまるよ feat. 槇原敬之
33rdシングルの2曲目
8. サクラビト
34thシングル
9. あたらしい日々
35thシングルの1曲目
アルバム初収録
10. 黄金の月
35thシングルの2曲目
アルバム初収録
11. DREAM GOES ON
36thシングル
アルバム初収録
12. 冷たい雨
37thシングル
アルバム初収録
13. Time goes by 〜as time goes by (Kj MIX)
ボーナストラック

### DVD（初回限定盤、アンコールプレス盤のみ）

#### Disc 1
1. Feel My Heart
2. Future World
3. Dear My Friend
4. For the moment
5. 出逢った頃のように
6. Shapes Of Love
7. Time goes by
8. FOREVER YOURS (short ver.)
9. NECESSARY
10. Over and Over
11. Someday, Someplace
12. Pray
13. sure
14. Rescue me
15. 愛のカケラ
16. fragile
17. Graceful World
18. jump
19. キヲク

#### Disc 2
1. ささやかな祈り
2. UNSPEAKABLE
3. nostalgia
4. Grip!
5. ファンダメンタル・ラブ
6. また あした
7. ソラアイ
8. 恋文
9. good night
10. きみの て
11. azure moon
12. ハイファイ メッセージ
13. スイミー
14. キラメキアワー
15. 恋をしている
16. サクラビト
17. あたらしい日々
18. DREAM GOES ON
19. 冷たい雨 (Music Clip ver.)
<Bonus Track>
20. Behind The "MEET" volume 00

## 収録曲（リクエスト盤）

### Disc 1
1. Dear My Friend
2. For the moment
3. 出逢った頃のように
4. Shapes Of Love
5. Face the change
6. Time goes by
7. FOREVER YOURS
8. Over and Over
9. Rescue me
10. 愛のカケラ
11. fragile
12. Graceful World
13. jump
14. キヲク
15. ささやかな祈り

### Disc 2
1. UNSPEAKABLE
2. 愛の謳
3. nostalgia
4. Grip!
5. また あした
6. 一日の始まりに...
7. ソラアイ
8. 恋文
9. good night
10. きみの て
11. スイミー
12. 恋をしている
13. サクラビト
14. あたらしい日々
15. DREAM GOES ON